# Huzenbacher See, Schönmünz- und Langenbachtal
Huzenbacher See, Schönmünz- und Langenbachtal ist ein Landschaftsschutzgebiet (Schutzgebietsnummer 2.37.053) im Landkreis Freudenstadt. 

## Lage und Beschreibung
Das Schutzgebiet entstand durch Verordnung des Landratsamts Freudenstadt vom 1. Juli 1999. Es handelt sich um eine naturnahe Landschaft mit großräumigen Waldgebieten, offenen Wiesentälern und landschaftsprägenden Fließgewässern wie der Schönmünz und dem Huzenbacher See auf dem Gebiet der Gemeinde Baiersbronn.
Der südliche Teil des LSG überlagert sich mit dem Nationalpark Schwarzwald. Das LSG ist sowohl Teil des FFH-Gebiets Wilder See-Hornisgrinde und Oberes Murgtal als auch des Vogelschutzgebiets Nordschwarzwald.
Es gehört zum Naturraum Grindenschwarzwald und Enzhöhen.

## Schutzzweck
Gemäß Schutzgebietsverordnung ist der Schutzzweck, die Eigenart und Vielfalt einer naturnahen Landschaft mit großräumigen Waldgebieten, offenen Wiesentälern und landschaftsprägenden Fließgewässern zu erhalten.
Dies soll insbesondere erfolgen durch:
- naturnahe Entwicklung der Wälder
- Schutz und Pflege landespflegerisch hochwertiger Standorte (Missen, Kare etc.) und Kleinstlebensräume
- Sicherung und Pflege ökologisch hochwertiger Biotope gemäß § 24 a NatSchG (naturnahe Fließgewässer, Quellen und Quellfluren, Naßwiesen, Hochstaudenfluren, Felsen, Blockhalden, Magerrasen etc.)
- Offenhaltung der Wiesentäler, Einhaltung des typischen Charakters der Kulturlandschaft und Entwicklung durch naturverträgliche Bewirtschaftung
- Sicherung und Erhaltung der naturnahen Bachläufe mit ihren unterschiedlichen Wasserregimen, Prall- und Gleitufern sowie Auskolkungen als Biotope für an Wasser gebundene Pflanzen und Tiere sowie als Hochwasserschutz im Unterlauf.